# 王亚平
王亚平（1980年1月—），女，汉族，山东省烟台人，中国航天员大队现役航天员，曾执行神舟十号与神舟十三号飞行任务，是中国首位执行出舱活动的女航天员，也是中国第二位进入太空的女航天员。

## 生平
王亚平是山东省烟台市福山区张格庄人。1986年9月，入张格庄中心完全小学就学，1991年9月，在烟台市第二十三中学读初中，高中就读于烟台福山一中读。1997年高中毕业后，考入中国人民解放军空军长春飞行学院，8月入伍。王亚平是中国第七批女飞行员，空军上校军衔，能飞四种机型。为武汉空军运输机飞行员，曾驾机参加过多次战备演习、汶川抗震救灾、北京奥运会消云减雨等重大任务。安全飞行1600小时，被评为空军二级飞行员。
2010年5月，正式成为中国第二批航天员。
2012年3月，入选神舟九号飞行任务备份航天员。2012年6月16日，神舟九号飞船将搭载首位女航天员发射升空，王亚平作为候选人之一编入第二梯队，最终第一梯队的刘洋成为中国首位女航天员，王亚平成为神舟九号备份乘组。
2013年，王亚平与聂海胜、张晓光一起入选神舟十号载人飞行任务乘组。6月11日，王亚平搭乘神舟十号进入太空，成为中国第二位女航天员，被誉为“神女二号”，同时也是中国首位80后飞天宇航员。6月13日， 王亚平与聂海胜、张晓光一起顺利进驻天宫一号。
2013年6月20日10时04分至52分，王亚平在聂海胜与张晓光的配合下，为全国6000多万中小学生进行了中国首次太空授课。同日，完成太空授课的王亚平收到了世界上第一位太空教师美国宇航员芭芭拉·摩根的回信。6月26日，神舟十号乘组搭乘返回舱安全返回地球。
2013年7月，王亚平被中共中央、国务院、中央军委授予“英雄航天员”荣誉称号，并获“三级航天功勋奖章”。
从太空返回后，王亚平于2014至2016年间就读于北京大学新闻与传播学院，获传播学硕士学位，2018年进入北京大学心理与认知科学学院攻读博士研究生，师从苏彦捷教授。
2017年8月，王亚平作为16名中国航天员之一，和两名欧洲航天员一起参加了中国航天员中心在山东省烟台市附近海域组织实施的为期17天的中欧航天员海上救生训练。
2018年2月24日，当选为第十三届全国人大代表。2019年12月，入选神舟十三号飞行任务乘组。
2021年10月14日，中国载人航天工程办公室公布神舟十三号三位航天员人选，翟志刚、王亚平、叶光富入选。10月16日0时23分，长征二号F遥十三运载火箭从酒泉卫星发射中心发射并顺利将神舟十三号载人飞船送入预定轨道，开始空间站关键技术验证阶段的最后一次任务，王亚平也成为了第二批航天员中首位二次“飞天”的成员。在飞船与核心舱进行径向对接后，三名航天员于同日9时58分进驻天和核心舱，开始中国的首次长期空间站驻留，时长约为六个月。
2021年11月7日，王亚平与翟志刚共同完成了神舟十三号乘组的首次舱外活动任务，王亚平成为中国首位执行出舱活动的女航天员。
2022年4月16日09时56分，王亚平连同神舟十三号乘组另外两名成员一起搭乘神舟十三号返回舱安全返回地球，任务取得圆满成功。王亚平在和翟志刚、叶光富共同创造了中国航天员连续在轨飞行时间的最长纪录（182天9小时）的同时，也成为了当时中国累计在轨飞行时间最长的航天员（197天），这一纪录在约七个月之后被陈冬打破。
2022年6月，被中共中央、国务院、中央军委授予“二级航天功勋奖章”。
2023年10月，当选为全国妇联副主席（兼）。

## 个人生活
王亚平与其丈夫赵鹏两人均是飞行员，2006年10月1日在老家举办婚礼，两人育有一个女儿。2022年4月，王亚平二度从太空归来时赠送给女兒一个星形项链，履行2021年10月升空前许下的“为女儿摘星星”的承诺。

## 执行任务
| 次序   | 任务名称   | 发射时间（UTC+8）        | 着陆时间（UTC+8）       | 运载火箭      | 对接       | 任务时长         | 舱外活动次数 | 舱外活动时长 |
| ------ | ---------- | ------------------------ | ----------------------- | ------------- | ---------- | ---------------- | ------------ | ------------ |
| 1      | 神舟十号   | 2013年6月11日, 17:38:02  | 2013年6月26日, 08:07    | 长征二号F遥10 | 天宫一号   | 14天14小时又29分 | 无           | 无           |
| 2      | 神舟十三号 | 2021年10月16日, 00:23:56 | 2022年4月16日, 09:56:49 | 长征二号F遥13 | 天宫空间站 | 182天9小时又32分 | 1            | 6小时25分钟  |
| 合计： | 合计：     | 合计：                   | 合计：                  | 合计：        | 合计：     | 197天0小时1分钟  | 1            | 6小时25分钟  |